# اجتماعية

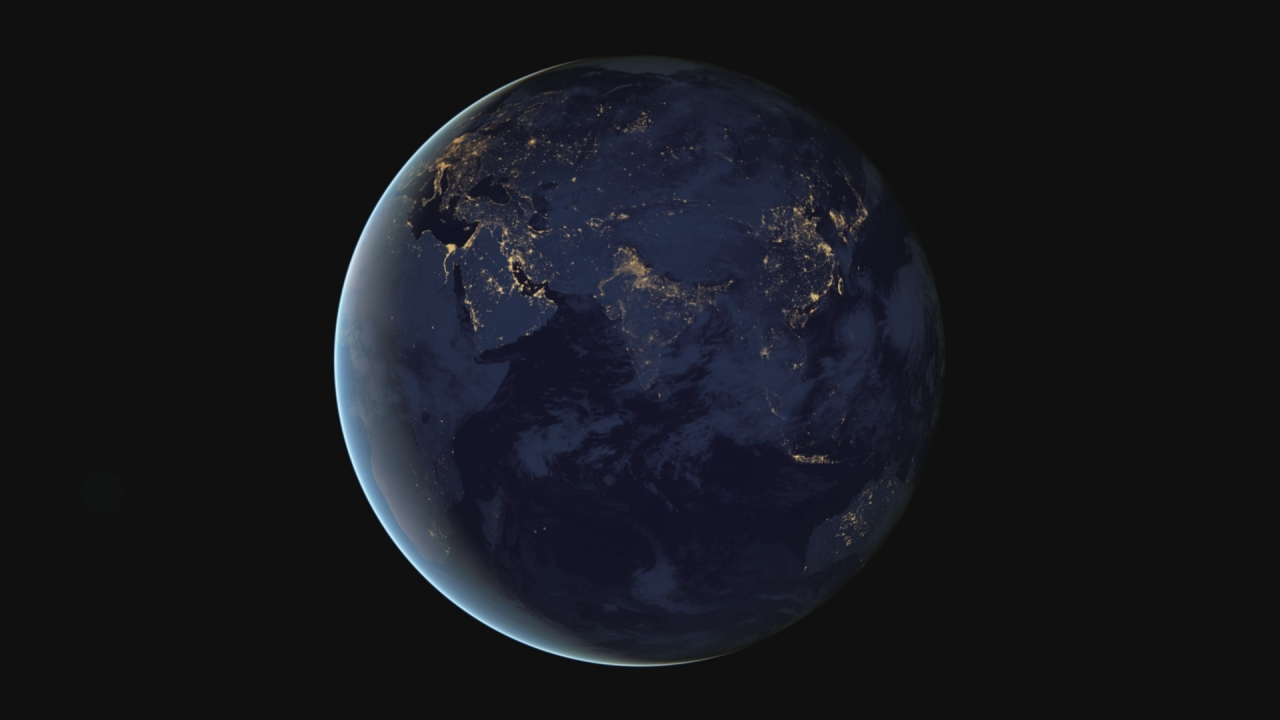

الاجتماعية هو مصطلح يُشير إلى سمة من سمات الكائنات، أي البشر والحيوانات و المخلوقات الأخرى،وهي من اجتمع أي تجمّع  ويُراد به تجمع هذه الكائنات لتكوين مجتمع مقأوم لظروف معينة كالخوف من شيء أو الحماية من عدو ما أو تشارك بيئة معينة أو حتى انتاج شيء ما. وتقوم هذه التجمعات على اساس نفعي بحت .

## التعريف
مع عدم وجود اتفاق حول معناه، يُستخدم مصطلح "الاجتماعية" بعدة معانٍ مختلفة ويُعد مفهومًا غامضًا، يدل من بين أمور أخرى على:
لعبة الاتجاهات، أو التوجهات أو السلوكيات التي تضع مصالح الآخرين أو نواياهم أو احتياجاتهم في الاعتبار (على النقيض من السلوك غير الاجتماعي) دورًا ما في تحديد الفكرة أو المبدأ، على سبيل المثال: مصطلحات مثل الواقعية الاجتماعية، والعدالة الاجتماعية، والبنائية الاجتماعية، وعلم النفس الاجتماعي، ورأس المال الاجتماعي، يعني أنَّ هناك عملية اجتماعية تُشارَكُ أو تُراعَى، فهي عملية ليست موجودة في الواقعية أو العدالة أو البنائية أو علم النفس أو رأس المال «غير الاجتماعي» العادي.
كما تُستَخدَم صفة الاجتماعية في كثير من الأحيان في الخطاب السياسي، مع أنَّ حقيقة معناها في السياق يعتمد اعتمادًا كبيرًا على من يستخدمها. وفي الأوساط اليسارية غالبًا ما تستخدم لتعني سمةً إيجابية، لكنها في الأوساط اليمينية تستخدم عموما على أنَّها تعني سمة سلبية، كما يجدر التنبيه إلى أنَّ هذه الصفة يستخدمها القائمون على اليسار السياسي صفةً عامة أكثر مما يستخدمها السياسيون اليمينيون؛ لذا غالبًا ما يسعى من يريد تجنب تكوين الجمعيات مع المناقشات السياسية بين اليسار واليمين؛ لتسمية عملهم بعبارات لا تتضمن كلمة الاجتماعية، مثال على ذلك هو شبه التجريبية في الرياضيات إذ يسميها في بعض الأحيان (البنائية الاجتماعية) من يرى أنَّها تدخل لا مبرر له من الاعتبارات الاجتماعية في الممارسة الرياضية. 

## أصحاب النظريات الاجتماعية
من وجهة نظر كارل ماركس
 البشر هم أساسًا وبالضرورة كائنات اجتماعية، وبغض النظر عن كونهم «مخلوقات تميل إلى العيش في جماعات» لا يمكنهم البقاء أحياء وتلبية احتياجاتهم الأخرى إلا بالتعأون الاجتماعي وتكوين اتحادات؛ ولذلك فالخصائص الاجتماعية هي إلى حدٍ كبير حقيقة موضوعية، مطبوعة وقد أُكدت منذ الميلاد بعمليات التنشئة الاجتماعية؛ ووفقًا لماركس، في إنتاج الحياة المادية وإعادة إنتاجها، يجب على الناس أن يدخلوا بالضرورة في علاقات إنتاجية هي علاقات «مستقلة عن إرادتهم».
على النقيض من ذلك، فإن عالم الاجتماع ماكس فيبر على سبيل المثال يُحدِّد تصرف الإنسان بأنه عمل اجتماعي. فبحكم المعاني الموضوعية المرتبطة بالتصرفات التي يفعلها الأفراد، فإنَّها «تأخذ في الاعتبار سلوك الآخرين، لذا فهي موجهة في مسارها».

## العملية الاجتماعية في «الاشتراكية»
كان مصطلح الاشتراكية، المُستخدَم منذُ ثلاثينيات القرن التاسع عشر حتَّى الآن في فرنسا والمملكة المتحدة، مُرتبطًا ارتباطًا مباشرًا بما كان يُسمَّى المسألة الاجتماعية.
في جوهرها، فإنَّ الاشتراكيين الأوائل عدّوا ظهور سوق تنافسي لم يقم بإنشاء مجتمعات «الحرية، والمسأواة، والإخاء» لجميع المواطنين، أمرًا تطلَّب تدخلاً من السياسة والإصلاح الاجتماعي؛ لمعالجة المشاكل الاجتماعية والظلم والمظالم (وهو موضوع الخطابات المطولة للأديب جان جاك روسو في عمله الكلاسيكي"العقد الاجتماعي").
في الأصل، غالبًا ما يستخدم مصطلح «اشتراكي» بالتبادل مع «تعأوني» و«تبادلي» و«اتحادي» و«جمعي» في قصد المؤسسة الاقتصادية التي دعا إليها الاشتراكيون على النقيض من المشاريع الخاصة والهياكل التنظيمية للشَّركات الملازمة لفكر الرأسمالية.
تطور المفهوم الحديث للاشتراكية؛ استجابةً لتطور الرأسمالية الصناعية. جاء مصطلح الاجتماعية في الاشتراكية الحديثة للدلالة على وجهة نظر محددة، كما يراد به فهم الاشتراكيين لتطور المواد والقوى الاقتصادية ومحددات السلوك البشري في المجتمع. على وجه التحديد، فإنَّه يدل على منظور أنَّ سلوك البشر تحدده البيئة الاجتماعية، وعلى أنَّ أساليب التنظيم الاجتماعي لم تكن نواتج خارقة للطبيعة أو ميتافيزيقية، ولكنَّها منتجات للنظام الاجتماعي والبيئة الاجتماعية، والتي كانت هي الأخرى منتجاتٍ من مستوى التكنولوجيا أو نمط الإنتاج (العالم المادي)، ولذا كانت تتغير باستمرار. 
لم تكن النُّظُم الاجتماعية والاقتصادية نتاجًا لطبيعة الإنسان الفطرية، ولكنَّها نِتَاج للنموذج الأساسي من التنظيم الاقتصادي ومستوى التكنولوجيا في مجتمع معين، مما يعني أنَّ العلاقات الاجتماعية للإنسان والهياكل التحفيزية ستغير أيضًا العلاقات الاجتماعية والتنظيم الاجتماعي:؛ استجابةً للتحسينات في التكنولوجيا والقوى المادية المتطورة (علاقات الإنتاج)، هذا المنظور من كتاب (المفهوم المادي للتاريخ) قد شكَّل الجزء الأكبر من أساس المفهوم المادي للتاريخ لكارل ماركس.

## الاستخدامات الحديثة
في المجتمع المعاصر كثيرًا ما يشير مصطلح اجتماعي إلى سياسات إعادة التوزيع الحكومية؛ التي تهدف إلى تطبيق الموارد من أجل المصلحة العامة، على سبيل المثال الضمان الاجتماعي. 
تشمل اهتمامات السياسة مشاكل الإقصاء الاجتماعي والتماسك الاجتماعي، وهنا، يتناقض مصطلح الاجتماعية مع الخصوصية ومع التمييز بين النطاقات العامة والخاصة (أو المخصصة)؛ حيث تحدد ملكية العلاقات الوصول إلى الموارد والاهتمام.
وغالبًا ما يتناقض المجال الاجتماعي أيضًا مع مجال الطبيعة المادية، ولكن في البيولوجيا الاجتماعية يُرسم الشَّبه بين الإنسان والكائنات الحيَّة الأخرى من أجل شرح السلوك الاجتماعي من حيث العوامل البيولوجية. يضاف مصطلح الاجتماعية أيضًا في مختلف التخصصات الأكاديمية الفرعية الأخرى مثل الجغرافيا الاجتماعية وعلم النفس الاجتماعي وعلم الإنسان الاجتماعي والفلسفة الاجتماعية وعلم الوجود الاجتماعي والإحصاءات الاجتماعية ونظرية الخيار الاجتماعي في علم الرياضيات.

## وصلات خارجية
- Dolwick, JS. 2009. The 'Social' and Beyond: Introducing Actor Network Theory[وصلة مكسورة], article examining different meanings of the concept 'social'